# George Stott

George Stott

George Stott (* 13. April 1835 in Belhelvie, Aberdeenshire, Schottland; † 21. April 1889 in Cannes, Frankreich) war ein schottischer protestantischer Missionar in China.

## Leben und Wirken

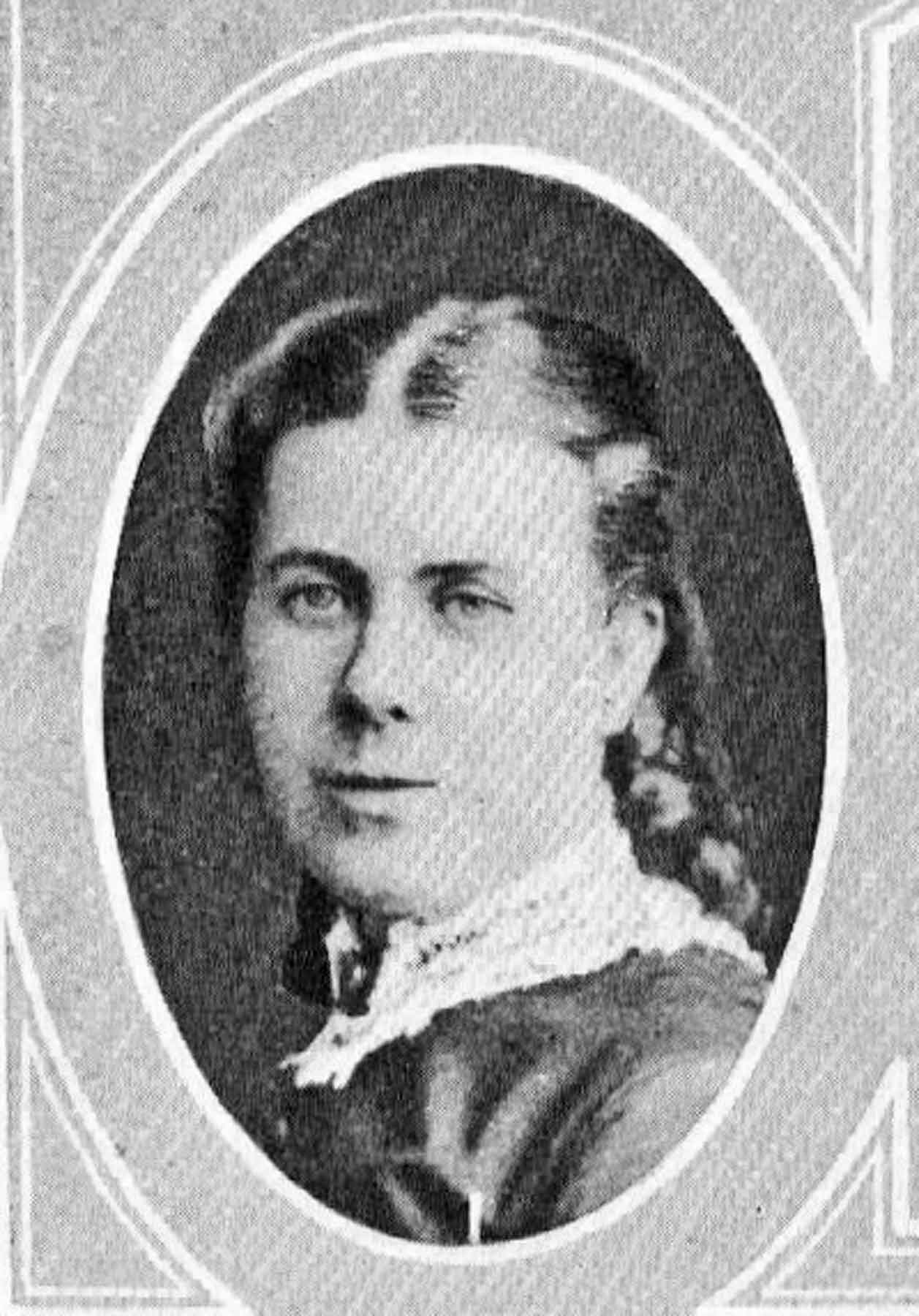
Seine Frau Grace Cigie Stott

George Stott stammte aus Schottland. Laut Aussagen seiner Ehefrau Grace Cigie hatte Scott als 19-Jähriger einen Unfall, bei dem es zu Komplikationen kam, in deren Folge sein linkes Bein amputiert werden musste. Während seiner Krankheit beschäftigte er sich mit den Lehren des Christentums. Er erlebte daraufhin eine Bekehrung zu Jesus Christus. Nach seiner Genesung unterrichtete er an einer Schule.
Durch Kontakte mit der neu gegründeten China Inland Mission von James Hudson Taylor wurde er motiviert, als Missionar nach China zu gehen. Aufgrund seiner Behinderung war dies fast aussichtslos, aber Hudson Taylor ließ sich überzeugen, ihn doch nach China auszusenden. Er arbeitete 23 Jahre lang in China und missionierte in Wenzhou in der Provinz Zhejiang, wo das Christentum bis dahin unbekannt war. Die von ihm gegründete Christliche Kirche von Chengxi ist die älteste heute noch bestehende protestantische Kirche der Stadt mit ungefähr 600.000 protestantischen Gläubigen.